# دانا إم. كينغ
دانا إم. كينغ (بالإنجليزية: Dana M. King)‏ هو لاعب كرة قاعدة أمريكي، ولد في 1890، وتوفي في 19 أبريل 1952 في غلنفورد في الولايات المتحدة.